# 2000e à 1501e millénaires avant le présent
4000e à 3001e millénaires AP |
3000e à 2501e millénaires AP |
2500e à 2001e millénaires AP |

2000e à 1501e millénaires avant le présent
|
1500e à 1001e millénaires AP |
1000e à 701e millénaires AP |
700e à 501e millénaires AP

Cet article traite de l’histoire évolutive de la lignée humaine entre 2 et 1,5 millions d’années avant le présent (AP). Cette période est celle de l'émergence de l’espèce Homo ergaster, dont les fossiles ont été trouvés depuis 1960 dans plusieurs régions d’Afrique et au Proche-Orient. La présence précoce de l'Homme hors d'Afrique est surtout attestée par les fossiles d’Homo georgicus. L’industrie acheuléenne apparait en Afrique de l'Est et va progressivement se diffuser dans toute l’Afrique, puis en Eurasie.

## Évènements
- 1,8 million d’années AP : début du Calabrien (1,806 million d'années à 781 000 ans avant le présent).

### Afrique

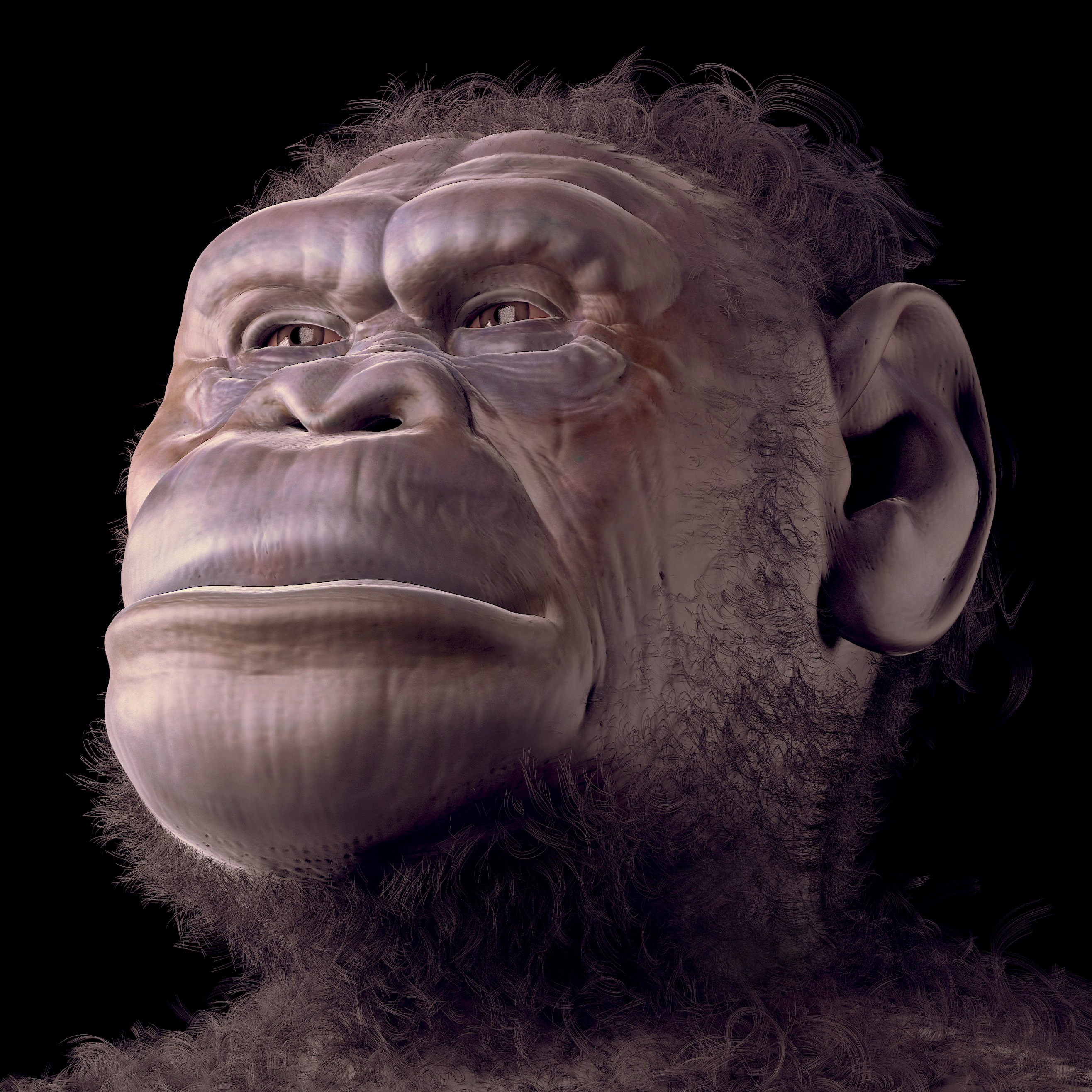
Reconstitution d'un Australopithecus sediba

- 2 à 1,5 millions d’années avant le présent (AP) : Paranthropus robustus, dont le premier spécimen a été découvert en 1938 par Robert Broom à Kromdraai, en Afrique du Sud.

- 2 à 0,8 millions d’années AP : Homo gautengensis, identifié en 2010 par le paléoanthropologue et biologiste australien Darren Curnoe à partir de restes fossiles trouvés en Afrique du Sud à partir de 1952, c'est-à-dire avant les premiers fossiles d'Homo habilis découverts en Tanzanie seulement en 1960.

- 1,98 million d’années AP : Australopithecus sediba, connu par six spécimens, le premier découvert par le fils de Lee Rogers Berger en 2008 dans la grotte de Malapa, au nord-ouest de Johannesbourg, en Afrique du Sud. En juin 2012 est découvert Karabo, un squelette particulièrement complet de la même espèce, dont la description n'a pas encore été publiée.

- 1,95 million d’années AP : plus ancien reste fossile connu d'Homo ergaster, suivi par d'autres fossiles presque aussi anciens (Kenya) :
  - mandibule KNM-ER 1812 et fragment de crâne KNM-ER 2598 (1,9 million d'années) ;
  - fragment crânien KNM-ER 1648 (1,85 million d'années)[1].
Homo ergaster serait le premier vrai chasseur, se déplaçant sur de longues distances pour poursuivre ses proies. Sa descendance se fractionne en différentes espèces, Homo erectus en Asie orientale, Homo rhodesiensis en Afrique, et Homo antecessor puis Homo heidelbergensis en Europe.

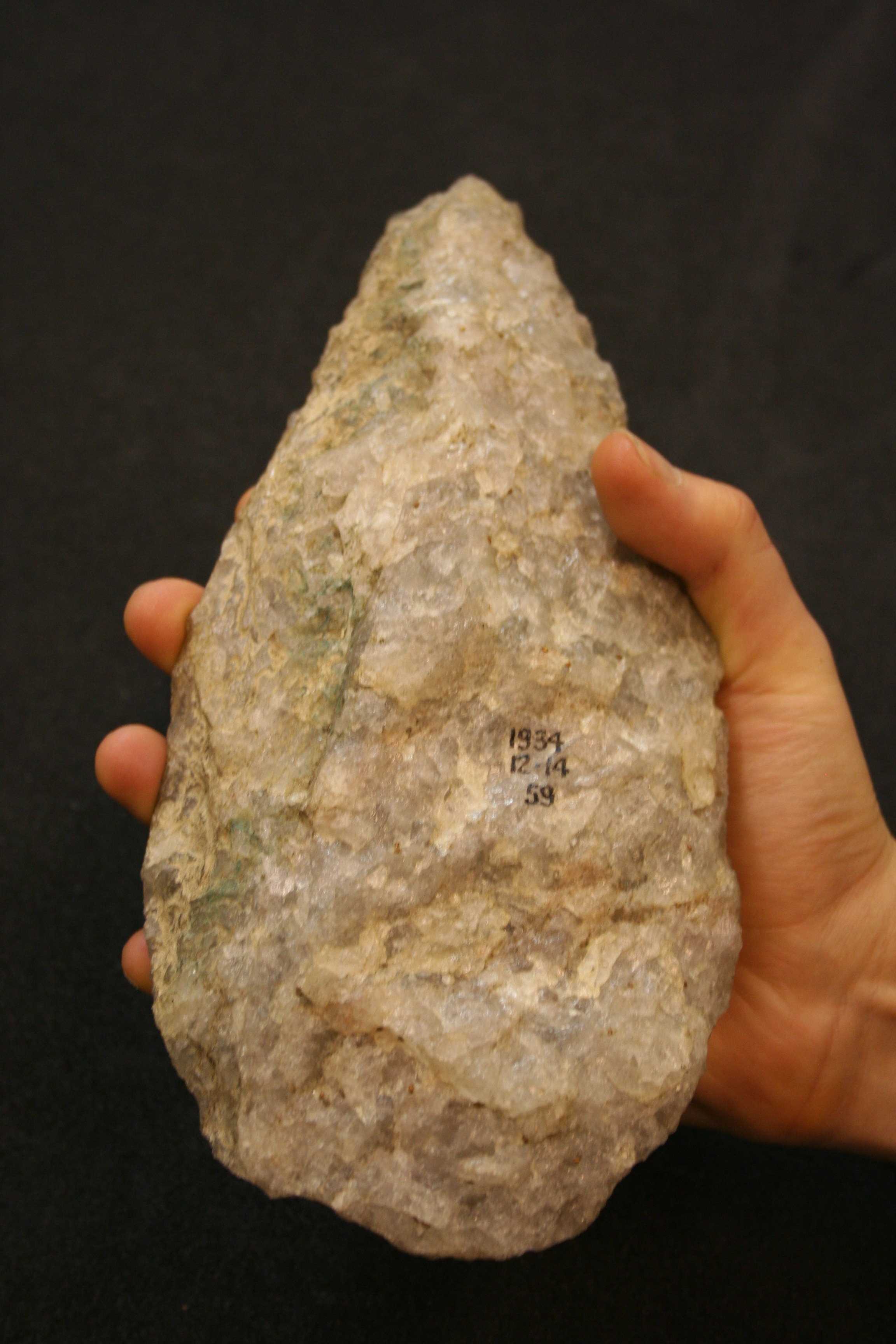
Un biface découvert en 1934 dans les gorges d'Olduvai, vieux de plus d'un million d'années

- 1,9 million d'années AP : premiers indices d'aménagement d'abri (discutés), une sorte de coupe-vent en pierres qui remonterait à 1,9 million d'années, trouvé dans les gorges d'Olduvaï, en Tanzanie[2].

- 1,9-1,8 million d’années AP : le comportement de prédation des représentants du genre Homo est bien attesté[3].

- 1,8 million d’années AP : des études de paléopathologie sur les restes d'un Homo habilis de cette époque ont montré qu'il souffrait d'arthrose et de rhumatismes[4].

- 1,76 million d’années AP : premiers bifaces, outils de pierre taillés en forme d’amande, plus ou moins symétriques, typiques de l’industrie lithique de l’Acheuléen, attribuée en Afrique à Homo ergaster. Certains de ces bifaces ont une qualité de facture telle que le souci esthétique de l’artisan semble indéniable au-delà de la simple utilité pratique, et leur production peut être considérée comme les débuts du design[5]. Les plus vieux connus à ce jour ont été découverts à Kokiselei 4 sur les rives du lac Turkana, datés par paléomagnétisme à 1,76 million d'années[6].

- 1,75 million d’années AP :
  - OH 5, surnommé « casse-noisette », crâne fossile de Paranthropus boisei, découvert par la paléoanthropologue Mary Leakey en juillet 1959 dans les gorges d'Olduvaï (Tanzanie) ;
  - OH 7, spécimen-type d'Homo habilis, découvert en 1960 dans les gorges d'Olduvaï, en Tanzanie, par Jonathan Leakey, fils de Louis et Mary Leakey.

- 1,7 million d’années AP :

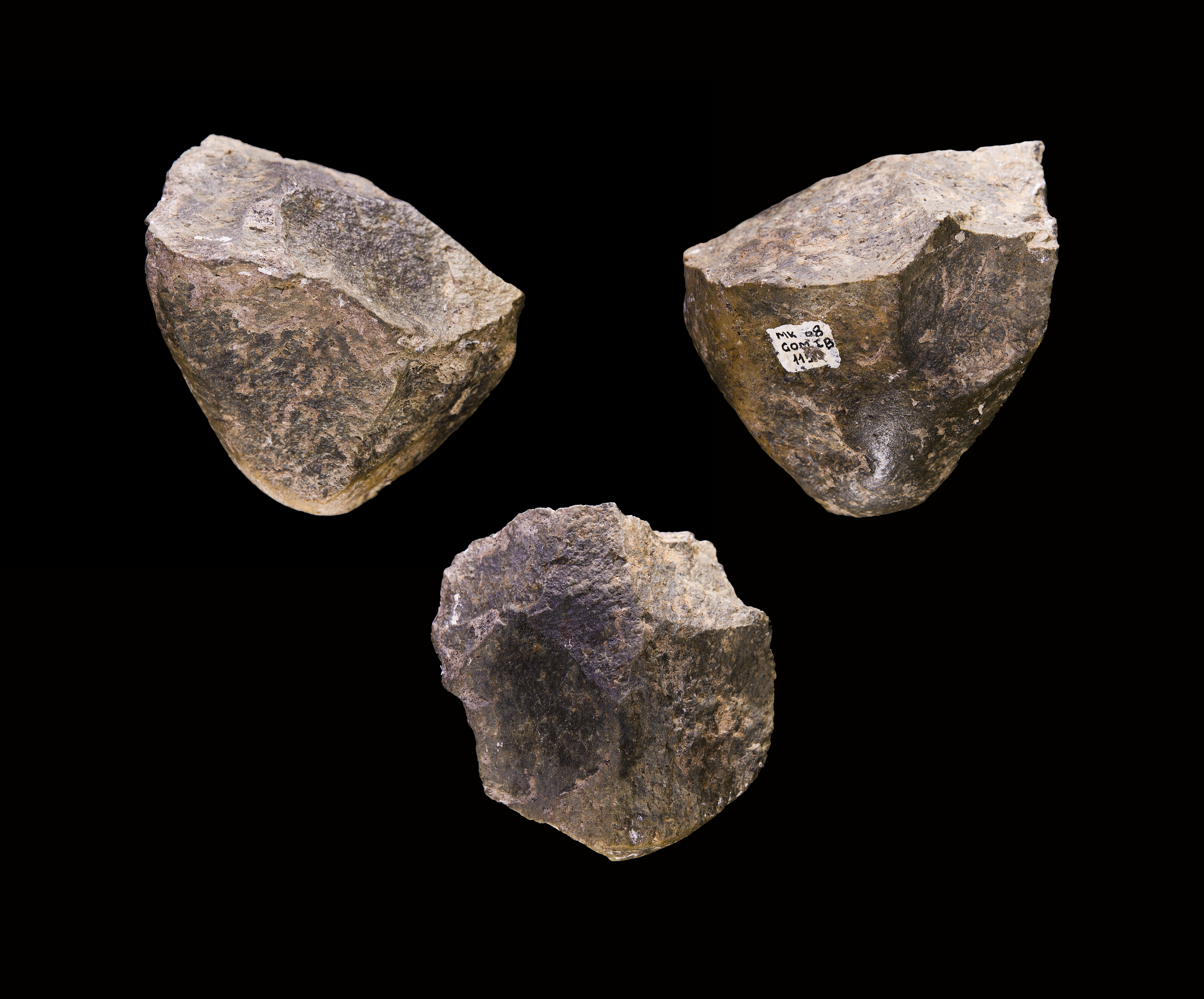
Galets aménagés de Melka Kunture

  - Kaguérien I (ou Kagérien I) en Afrique (1er pluvial, de 1,7 à 1 million d’années). Son nom provient de la rivière Kagera, en Afrique de l'Est[7].
  - période oldowayenne du site de Melka Kunture, en Éthiopie, datée de 1,7 à 1,3 million d'années[8].
  - une étude de paléopathologie décrit la cause de la mort d'un Homo ergaster (KNM-ER 1808), découvert à Koobi Fora, au Kenya : des lésions osseuses témoignent d'une trop grande consommation de vitamines A, attribuée à l'ingestion fréquente de foies de carnivores[9].

- 1,6 million d’années AP : indices contestés d’utilisation du feu à Koobi Fora et Chesowanja au Kenya, ainsi qu’à Swartkrans, en Afrique du Sud[10].

- 1,55 million d’années AP : squelette quasi complet du « garçon du Turkana », appartenant à l'espèce Homo ergaster, découvert en 1984. Il est mort à l'âge de 8 ans à Nariokotome. Son squelette post-crânien est très proche de celui d'Homo sapiens. Sa stature (environ 1,65 mètre une fois adulte), sa peau nue et un système de transpiration performant en font un excellent marcheur, apte à la course d’endurance en terrain découvert et par forte chaleur. Cette aptitude en fait certainement un vrai chasseur[3].

### Asie
- 1,9 million d'années AP : le site archéologique de Riwat, près de la rivière Soan, au Pakistan, livre des outils en quartzite oldowayens, sans fossiles humains associés[11].

- 1,7 million d’années AP : Homme de Yuanmou, deux incisives particulièrement robustes découvertes dans la province du Yunnan, en Chine méridionale (la datation est controversée, peut-être 1,7 million d’années ou de 500 000 à 700 000 ans)[12]. Outils et débris de charbon de bois.

- 1,66 million d’années AP : outils lithiques de mode 1 découverts sur le site lacustre de Majuangou, dans le bassin de Nihewan, dans la province du Hebei, au nord de la Chine, sans fossiles humains associés[13].

- 1,65 million d’années AP : fossiles de Meganthropus palaeojavanicus (« ancien géant de Java »), découverts à Sangiran, à Java (Indonésie)[14]. Selon le chercheur français Clément Zanolli, il s'agirait d'une espèce d'Homininae apparentée au Lufengpithèque.

- 1,63 million d'années AP : Homme de Lantian, une calotte crânienne et quelques os faciaux découverts en 1963 sur le site de Gongwangling, dans le xian de Lantian, dans la province du Shaanxi, en Chine. Une précédente datation de 1,22 million d'années (2008) a été révisée en 2015 à 1,63 million d'années[15].

- 1,45 million d’années AP : crâne fossile de l'enfant de Modjokerto, découvert en 1936 près du village de Perning, à Java, dont l'attribution est discutée[14]. Son étude a permis de déterminer qu'à un âge compris entre 1 et 4 ans, le cerveau du jeune spécimen avait déjà atteint 80 % de sa taille adulte, ce qui est comparable au développement des chimpanzés du même âge, mais n'est atteint que vers quatre ans par les hommes modernes[16].

### Moyen-Orient
- 1,85 million d’années AP : outillage oldowayen sur le site de Dmanissi en Géorgie[3].

- 1,77 million d’années AP : cinq crânes fossiles d’Homo georgicus sont découverts de 1999 à 2005 sur le site de Dmanissi en Géorgie. Ce sont les plus anciens spécimens fossiles du genre Homo conséquents découverts à ce jour hors d'Afrique. L’individu le plus âgé ayant perdu ses dents, doit sa survie pendant plusieurs années à la prise en charge de son alimentation par le groupe, premier témoignage d’entraide[3].

### Europe
- 1,5 à 1,2 million d’années AP : le site de Pirro Nord, dans les Pouilles, en Italie, livre des outils lithiques oldowayens[3].

- 1,2 à 1,1 million d’années AP : présence humaine attestée sur le site du Bois-de-Riquet, à Lézignan-la-Cèbe, dans l'Hérault, par la découverte de galets aménagés et d'éclats en quartz, basalte et silex sous une coulée de basalte[17].